# Circondario dello Zwickauer Land
Il circondario dello Zwickauer Land era un circondario tedesco, esistito dal 1994 al 2008. Era parte del Land della Sassonia; la sede amministrativa era posta nella città di Werdau.

## Storia
Il circondario dello Zwickauer Land fu creato nel 1994 nell'ambito della riforma amministrativa dei circondari della Sassonia.
Il 1º agosto 2008 il circondario dello Zwickauer Land fu unito con alla città extracircondariale di Zwickau e al circondario Chemnitzer Land, a formare il nuovo circondario di Zwickau.

## Suddivisione (al 31 luglio 2008)
Al momento della soppressione facevano parte del circondario i seguenti città e comuni:
(Abitanti al 31 dicembre 2006)
Città
1. Crimmitschau, Große Kreisstadt (21.953)
2. Hartenstein (4975)
3. Kirchberg (9336)
4. Werdau, Große Kreisstadt (23.925)
5. Wildenfels (4000)
6. Wilkau-Haßlau (11.595)

Comuni
1. Crinitzberg (2238)
2. Dennheritz (1466)
3. Hartmannsdorf b. Kirchberg (1460)
4. Hirschfeld (1260)
5. Fraureuth (5703)
6. Langenbernsdorf (3974)
7. Langenweißbach (2829)
8. Lichtentanne (7022)
9. Mülsen (12.527)
10. Neukirchen/Pleiße (4364)
11. Reinsdorf (8565)

Verwaltungsgemeinschaft (comunità amministrative)
1. Verwaltungsgemeinschaft Crimmitschau-Dennheritz con sede a Crimmitschau, Comuni: Crimmitschau und Dennheritz
2. Verwaltungsgemeinschaft Kirchberg con sede a Kirchberg, comuni: Crinitzberg, Hartmannsdorf b. Kirchberg, Hirschfeld und Kirchberg